# Флаг Новой Каледонии
Государственным флагом Новой Каледонии, как заморской территории Франции, является французский триколор.
Региональный флаг Новой Каледонии представляет собой полотнище прямоугольной формы, ширина которого в два раза меньше его длины. Оно горизонтально делится на три полосы - синюю, красную и зеленую. Синий цвет представляет небо и океан, воды которого омывают страну. Красный цвет обозначат жертвы, принесенные канаками в борьбе за свободу, а также он означает гармонию и коллективизм. Зеленый цвет обозначат саму страну, и, в более широком смысле, ее предков. Желтый овал представляет солнце, а эмблема, представленная в круге, является видом шпиля, украшающим дома канаков. 
До 2010 года государственным флагом Новой Каледонии считался флаг Франции, которая объявила острова своим заморским владением в середине XIX века. 
17 июля 2010 года статус официального флага Новой Каледонии получил флаг канакского социалистического национального фронта освобождения (КСНФО), принятый 1 декабря 1984 года, который до этого был неофициальным. Он используется наравне с флагом Франции для всех целей на суше и на воде.

Флаг Новой Каледонии на Южно-тихоокеанских играх 2007 г.

## Похожие флаги

Флаг Азербайджанской Республики
Флаг Республики Дагестан
Флаг Телингана